# Zoochlorella

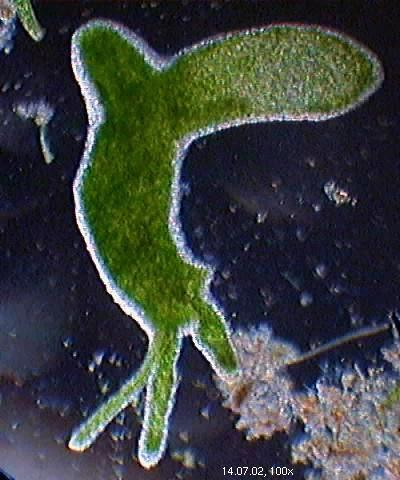
Stułbia zielona (Hydra viridis) zawierająca zoochlorelle

Zoochlorella – zielony, jednokomórkowy glon żyjący wewnątrz ciała zwierzęcia lub pierwotniaka „zwierzęcego”.
Endosymbiontem najczęściej jest zielenica, gospodarzem są orzęski, gąbki, parzydełkowce, a także płazińce.
Jednym z rodzajów glonów tworzących zoochlorelle jest Chlorella. Gatunki gospodarzy często noszą gatunkową nazwę viridis (łac. zielony) – Convoluta viridis (przedstawiciel wirków bezjelitowych), Amoeba viridis (ameba), Hydra viridis (stułbia).
Jednym z lepiej zbadanych przykładów jest endosymbioza Chlorella paramecii w Paramecium bursaria (pantofelku).
Związek symbiontów bywa różny. W pewnych przypadkach jest w miarę luźny, obydwa organizmy mogą istnieć osobno. W innych komórka glonu jest zredukowana niemal do samego chloroplastu.
Glon dostarcza gospodarzowi wytworzonych w czasie fotosyntezy węglowodanów (np. maltoza lub glukoza w układzie Paramecium-Chlorella) oraz tlen, dzięki czemu ten może funkcjonować w warunkach niekorzystnych dla osobników pozbawionych zoochlorelli, pobiera zaś od niego składniki mineralne oraz metabolity, których nie jest w stanie wytworzyć, np. witaminy. Zoochlorelle dzięki pobieraniu składników pokarmowych od gospodarza mogą stosunkowo długo żyć w ciemności, nie potrzebując fotosyntezy. Wodniczka we wnętrzu komórki gospodarza stanowi dodatkową barierę chroniącą znajdującą się w niej Chlorella paramecii przed atakiem wirusów. 
W przypadku zoochlorelli P. bursaria, podczas rozmnażania (przez podział) i koniugacji przenoszone są one do komórek potomnych. Natomiast obserwacje młodych osobników Convolvuta viridis, które utrzymywano w filtrowanej wodzie od stadium jaja wykazują, że zoochlorelle wnikają do nich za pośrednictwem wody dopiero później, co bywało określane jako „infekcja”.
W niektórych warunkach, np. przy podniesieniu temperatury, aktywność zoochlorelli może spadać, a nawet mogą one być usuwane przez gospodarza. Takie zjawisko obserwuje się w przypadku Anthopleura xanthogrammica (ukwiał) i jego zielenicowych zoochlorelli podczas podniesienia temperatury otoczenia z typowego zakresu ok. 13 °C do 20 °C. W niektórych układach dochodzi również do strawienia zoochlorelli przez gospodarza. Wtedy wakuola, w której znajduje się zoochlorella przekształca się w organellum trawiące. Proces ten w literaturze anglojęzycznej określa się terminem symbiophagy i jest jednym etapów blaknięcia koralowców.
Podobne symbionty z szeroko ujmowanej grupy Chromista (o barwie od żółtej do brązowej) nazywane są zooksantellami, a z sinic – cyjanellami. Wiele mechanizmów symbiozy jest w ich przypadkach podobnych, jak w przypadku zoochlorelli. Zdarza się, że niektóre gatunki gospodarzy mogą zawierać zarówno zoochlorelle, jak i zooksantelle.
Przez pewien czas wyróżniano biologiczny rodzaj Zoochlorella. Wyodrębnił go Karl Brandt w 1881 r. opisując gatunki Zoochlorella conductrix i Zoochlorella parasitica, żyjące jako zoochlorelle. Po ponad stu latach na podstawie dalszych badań przeniesiono je do innych rodzajów, jako Micractinium conductrix i Choricystis parasitica.